# Чемпионат Беларуси по шашечной композиции 2009
Чемпионат Белоруссии по шашечной композиции 2009 года, оригинальное название — Первый этап XV чемпионата Беларуси по шашечной композиции — национальное спортивное соревнование по шашечной композиции. Организатор — комиссия по композиции Белорусской Федерации Шашек.

## О турнире
Начиная с 1991 года, белорусские чемпионаты стали проводиться раз в два года, при этом разделив соревнования по русским и международным шашкам на ежегодные этапы чемпионата. Суммирования очков этапов не производилось. Таким образом, в XV чемпионате Беларуси по шашечной композиции на 1-м этапе соревновались в русские шашки, а на следующий год, в 2010-м, на 2-м этапе — в международные.
Соревнования проводились в 4 дисциплинах: миниатюры, проблемы, задачи, этюды.
Лучшим стал Пётр Шклудов с двумя золотыми медалями и Василий Гребенко, завоевавший, как и в 2007 году, медали всех достоинств. Также повторил успех двухлетней давности - серебряные медали в этюдах и задачах - Леонид Витошкин. По две медали выиграл и Николай Грушевский — серебро в миниатюрах, бронза — в проблемах.

## Спортивные результаты
Миниатюры–64.
 Василий Гребенко – 29, 875.  Николай Грушевский – 28,25.  Дмитрий Камчицкий – 27,75. 4. Александр Коготько – 26,75. 5. Пётр Шклудов – 25,5. 6. Леонид Витошкин – 22,125. 7. Александр Ляховский – 21,5. 8. Пётр Кожановский – 19,25. 9. Виктор Денисенко – 18,875. 10. Александр Перевозников – 17,75. 11. Виталий Ворушило – 8,125. 
Проблемы–64.
 Пётр Шклудов – 33,5.  Василий Гребенко – 32,625.  Николай Грушевский – 30,625. 4. Александр Коготько – 29,875. 5. Александр Сапегин – 29,75. 6. Александр Ляховский – 28,75. 7. Пётр Кожановский – 26,375. 8. Дмитрий Камчицкий – 26,0. 9. Леонид Витошкин – 23,75. 10. Александр Перевозников – 23,25. 11. Владимир Малашенко – 19,25. 12. Виталий Ворушило – 19,125. 13. Николай Лешкевич – 16,625. 14. Александр Терешонок – 11,125. 15. Виктор Денисенко – 6,75. 
Этюды–64.
 Пётр Шклудов – 30,502.  Леонид Витошкин – 28,125.  Василий Гребенко – 20,375. 4. Дмитрий Камчицкий – 19,375. 5. Николай Грушевский – 18,813. 6. Пётр Кожановский – 14,313. 7. Александр Ляховский – 7,563. 8. Александр Коготько – 5,25. 9. Виталий Ворушило – 2,375. 
Задачи–64.
 Александр Шурпин – 29,501.  Леонид Витошкин – 25,438.  Александр Ляховский – 17, 375. 4. Николай Бобровник – 15,0. 5. Николай Крышталь – 14,25. 6. Николай Зайцев – 6,688. 7. Пётр Шклудов – 3,75.